# Kleedorf (Gemeinde Schrems)
Kleedorf ist ein Stadtteil der Stadtgemeinde Schrems im Bezirk Gmünd in Niederösterreich mit 177 Einwohnern (Stand 1. Jänner 2024).

## Geografie
Kleedorf befindet sich südlich von Niederschrems in dessen Katastralgemeinde. Der Stadtteil liegt in der Niederung rechts des Braunaubaches und links des Schwarzabaches, der bei der Anderlfabrik in den Braunaubach einfließt und besteht aus mehreren Straßenzügen mit älteren und auch vielen moderneren Einfamilienhäusern. Am 1. April 2020 umfasste der Stadtteil 100 Adressen.

## Geschichte
Der Ort entstand ab 1827, als Besitzungen der am Braunaubach gelegenen Hammermühle verkauft wurden. Im Jahr 1833 wurden weiters Besitzungen zweier Doppellehen aus Niederschrems verkauft. Auf den Gründen der Hammermühle entstanden 18 Häuser und auf den Gründen der beiden Doppellehen wurden zusammen 36 Häuser errichtet. Der Ortsname bezieht sich auf das Kleefeld, wie die Riede im Franziszeischen Kataster von 1823 genannt wird.
Um 1840 beschrieb Schweickhardt den Ort als Dorf mit 55 Häusern, das nach Schrems eingepfarrt war, wohin auch die Kinder eingeschult wurden. Die Herrschaft Schrems besaß die Ortsobrigkeit, übte die Landgerichtsbarkeit aus, besorgte die Konskription und hatte die Grundherrschaft inne. Die Einwohner waren durchwegs Kleinhäusler, die zumeist mit zwei Joch bestiftet waren, wobei sich diese als ziemlich ertragreich erwiesen. Die Baumwoll- und Leinenweberei stellte den Haupterwerb dar, jedoch gab es unter den Einwohnern auch einige Zimmerleute und Maurer. 
Laut Adressbuch von Österreich waren im Jahr 1938 in Kleedorf ein Bäcker, ein Fleischer, ein Gastwirt, zwei Gemischtwarenhändler, ein Schuster und ein Trafikant ansässig. Weiters ist Johann Anderl als Inhaber der  Weberei (heute Anderlfabrik) genannt.

## Persönlichkeiten
- Johann Maier (* 1952), ÖBB-Bediensteter, Politiker und  Abgeordneter zum NÖ. Landtag